# Фортификация
Фортификацията е военна наука за изкуствените закрития и прегради, укрепващи разположението на собствените войски по време на военни действия.
Думата произхожда от френския глагол fortifier – укрепвам, усилвам).